# Dökmetepe, Turhal
Dökmetepe là một xã thuộc huyện Turhal, tỉnh Tokat, Thổ Nhĩ Kỳ. Dân số thời điểm năm 2011 là 550 người.